# 金屋駅
金屋駅（かなやえき）は、愛知県名古屋市守山区大牧町にある、名古屋ガイドウェイバスガイドウェイバス志段味線（ゆとりーとライン）の停留場である。駅番号はY05。

## 歴史
計画当初の仮称は「守山市民病院西駅」であった。
- 2001年 （平成13年）3月23日 - 守山市民病院駅として開業[1]。
- 2013年 （平成25年）4月1日 - 近隣の守山市民病院の廃院に合わせ、当駅を金屋駅に改称[3]。

## 停留場構造
相対式2面2線ホームをもつ高架駅。駅員は配置されていない。守山駅と同様に、駅舎2階にコンコースとトイレがあり、3階にホームがある。

### のりば
| のりば | 路線      | 方向 | 行先                           |
| ------ | --------- | ---- | ------------------------------ |
| 1      | ■志段味線 | 下り | 小幡緑地・中志段味・高蔵寺方面 |
| 2      | ■志段味線 | 上り | 大曽根方面                     |

## 利用状況
| 年度                 | 乗車人員(人/日) |
| -------------------- | --------------- |
| 2001年（平成13年度） | 407             |
| 2002年（平成14年度） | 501             |
| 2003年（平成15年度） | 558             |
| 2004年（平成16年度） | 607             |
| 2005年（平成17年度） | 691             |
| 2006年（平成18年度） | 731             |
| 2007年（平成19年度） | 730             |
| 2008年（平成20年度） | 753             |
| 2009年（平成21年度） | 755             |
| 2010年（平成22年度） | 738             |
| 2011年（平成23年度） | 723             |
| 2012年（平成24年度） | 748             |
| 2013年（平成25年度） | 812             |
| 2014年（平成26年度） | 846             |
| 2015年（平成27年度） | 873             |
| 2016年（平成28年度） | 900             |
| 2017年（平成29年度） | 942             |
| 2018年（平成30年度） | 943             |
| 2019年（令和元年度） | 937             |

※ 乗車人員（人/日）は、年度別乗車人員を、その年度の暦日で除したもの（小数点以下四捨五入）

## 停留場周辺
守山いつき病院（旧・名古屋市立東部医療センター守山市民病院）の最寄り駅であるが、約10分歩く必要がある。
- 守山いつき病院
- 名古屋市立鳥羽見小学校
- もりやま総合心療病院
- JR中央本線新守山駅
- 竜泉寺街道（愛知県道30号関田名古屋線）

## 隣の停留場
名古屋ガイドウェイバス
■ガイドウェイバス志段味線
守山駅 （Y04） - 金屋駅 （Y05） - 川宮駅（Y06）